# 午时花属
午时花属（学名：Pentapetes）是梧桐科下的一个属，为草本植物。该属仅有午时花（Pentapetes phoenicea）一种，分布于印度、马来西亚一带。